# Robert C. Tucker
Robert C. Tucker (29. května 1918, Kansas City, Missouri, USA – 29. července 2010, Princeton, New Jersey, USA) byl americký politolog, historik, pedagog a diplomat, expert na dějiny a politiku Sovětského svazu a Ruska.
V letech 1949-1953 pracoval jako atašé na americkém velvyslanectví v Moskvě. Mezi jeho nejvýznamnější díla patří: Politická kultura a vůdcovství v sovětském Rusku, Stalin jako revolucionář: 1879-1929 (1973) a pokračování,
Stalin u moci: Revoluce shora, 1928-1941 (1992), Politika jako vůdcovství (1995) a Filozofie a mýtus Karla Marxe (1961). Jeho biografie Stalina jsou považovány za nejlepší práce o tomto diktátorovi vůbec.
Byl také zodpovědný za prosazování teorie "vojenského komunismu" o vlivu vojenských funkcionářů na jednotu a působnost strany. V posledním období svého života byl emeritním profesorem politiky a mezinárodních studií na univerzitě v Princetonu.
Byl ženatý s Ruskou Eugeniou (Jevgenijou) Tuckerovou, narozenou v Moskvě, která s ním v roce 1953 emigrovala do USA, kde později vyučovala ruštinu na Princetonské univerzitě.